# International Jarek Śmietana Jazz Guitar Competition
Die International Jarek Śmietana Jazz Guitar Competition ist ein Wettbewerb für Jazzgitarre, der alle zwei Jahre in Krakau stattfindet und seit 2015 ausgetragen wird.
Der erste Internationale Jarek Śmietana Jazzgitarrenwettbewerb in Krakau ist aus der sehr erfolgreichen Internationalen Zbigniew Seifert Jazz Violin Competition hervorgegangen. Der Wettbewerb findet seit 2015 zu Ehren des Jazzgitarristen Jarosław Śmietana statt, der 2013 starb. Das Preisgeld beträgt 15.000 bzw. 7000 und 5000 Zloty für den ersten bis dritten Preis. Zusätzlich wird der Spezialpreis von Anna & Alicja Śmietana (in Höhe von 2000 PLN) vergeben.

## Jury

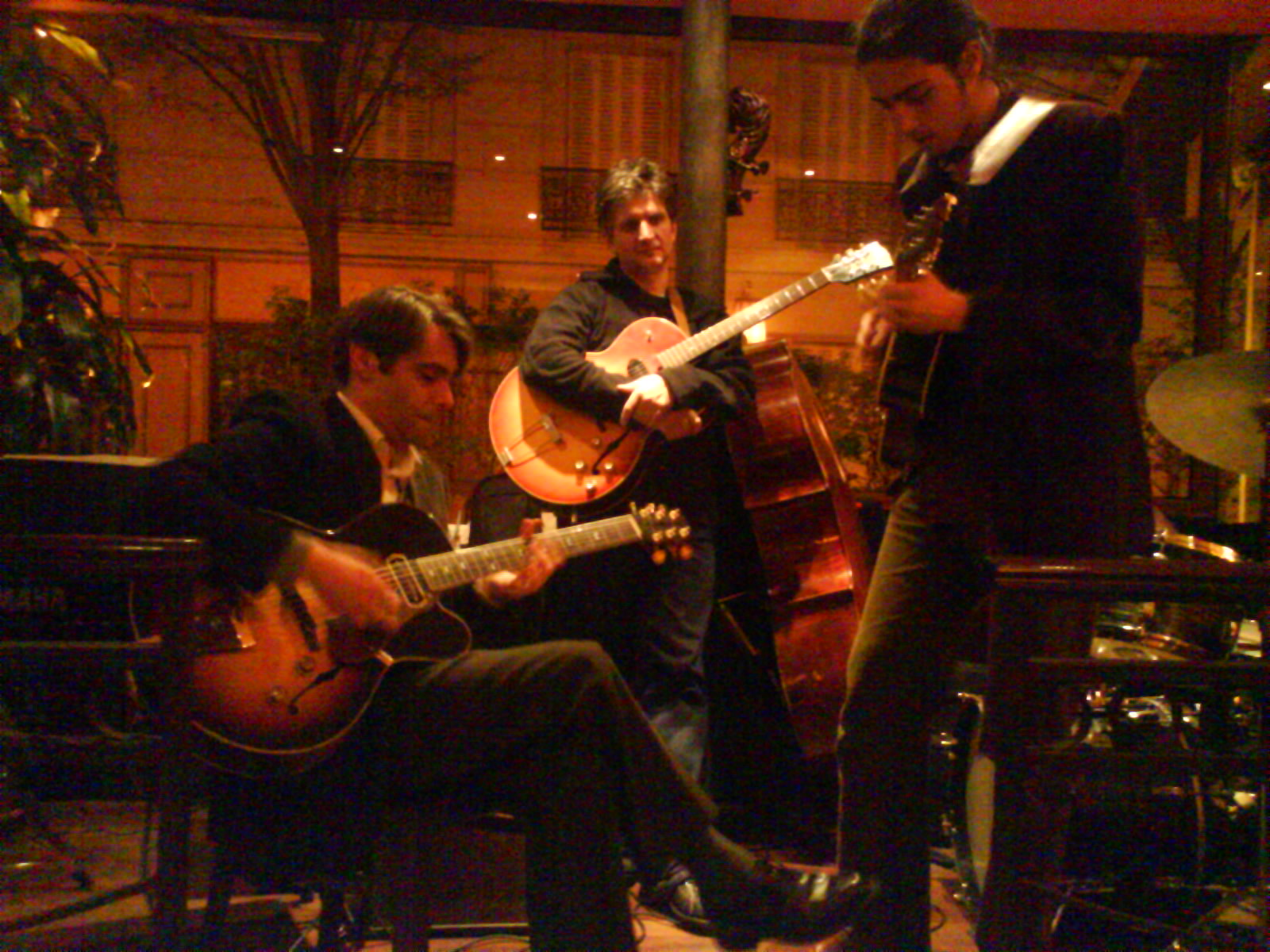
Félix Lemerle (rechts) mit Sean Gourley und Gilles Réa 2008 im Pariser Cépage Montmartroi

Jurymitglieder waren bisher u. a. John Abercrombie, Mike Stern, Karol Ferfecki, Ed Cherry, Wojciech Karolak, Peter Bernstein Antoni Debski, Marek Napiorkowski und Witold Wnuk.

## Preisträger
- 2015 – 1. Preis: Szymon Mika (PL);[6]  2. Preis: Félix Lemerle (F); 3. Preis (Ex aequo): Roland Balogh (H) und Rotem Sivan (IL). Gabriel Niedziela (Polen) erhielt den Spezialpreis von Anna & Alicja Śmietana.
- 2017 – 1. Preis: Gabriel Niedziela; 2. Preisz: Sean Clapis; 3. Preis ex aequo: Rob Luft (GB) & Łukasz J. Kokoszko (PL)
- 2019 – 1. Preis: David Rourke (USA); 2. Preis: Emmett Sher (USA), Jakub Mizeracki (PL)
- 2021 – 1. Preis: Iver Cardas (NO); 2. Preis: Carl Morgan (AUS); 3. Preis: Mischa Mendelenko (UKR)[3]